# Lunds landsförsamling
Lunds landsförsamling var en församling i Lunds stift och i Lunds kommun. Församlingen uppgick 1944 i Lunds domkyrkoförsamling.
Församlingens område omfattar centrala Lund[förklaring behövs].

## Administrativ historik
Området ingick sedan medeltiden i Lunds hospitalförsamling, på medeltiden benämnd Sankt Johannes, även Spetelöv församling, från 1500-talet Sankt Jörgens hospitalförsamling. Denna församling utgjorde före 1598 ett eget pastorat för att därefter till 1 maj 1779 vara annexförsamling i pastoratet Kyrkheddinge och Lunds hospitalsförsamling och sedan vara annexförsamling till Lunds stadsförsamling.  
Lunds landsförsamling började sedan betraktas som fristående från Lunds stadsförsamling omkring 1800 och har separat arkivförteckning från 1802.
Församlingen var till 1944 annexförsamling i pastoratet Lunds stadsförsamling och Lunds landsförsamling. Församlingen uppgick 1944 i Lunds domkyrkoförsamling.

## Kyrkor
Som församlingskyrka användes Lunds domkyrka.